# Dermestes leopardinus
Dermestes leopardinus là một loài bọ cánh cứng trong họ Dermestidae. Loài này được Mulsant & Godart miêu tả khoa học năm 1855.